# سالم الآلوسي
سالم عبود الآلوسي مؤرخ وآثاري عراقي من مواليد جانب الكرخ من بغداد عام 1343هـ/1925م، وهو يحمل شهادة ليسانس في الإدارة والاقتصاد منذ سنة 1952م، ودكتوراه فخرية" من جامعة كامبريدج البريطانية، وقد عمل في وظائف كثيرة، لكن أبرزها عمله كأمين عام للمركز الوطني للوثائق في وزارة الثقافة والإعلام.

## سيرته
شغل سالم الالوسي منصب الأمين العام للفرع الإقليمي العربي للمجلس الدولي للوثائق، وشغل قبلها عدة مناصب ذات طابع ثقافي منها منصب المعاون لمدير الآثار العام، ومعاون مدير عام للإذاعة والتلفزيون، ومدير الإذاعة وكالة، ومدير التأليف والترجمة والنشر بوزارة الثقافة والإعلام، ومدير السياحة العام، وعميد معهد الوثائقيين العرب ووزير الثقافة والإعلام وكالة.
تحدث للأستاذ علي ناصر الكناني عن بدايات حياته الأولى قائلا:”انه دخل الكتاب وختم القران الكريم ثم دخل المدرسة الابتدائية وتأثر بمعلميه ومدرسيه حمدي قدوري الناصري وعزت الخوجة وصالح الكرخي وبعد إكمال الدراسة المتوسطة والإعدادية كان يطمح لأن يصير طبيبا لكنه قرأ إعلانا في جريدة البلاد عن وجود حاجة لدليل آثار في دائرة الآثار فتقدم وفاز بالوظيفة وأمضى في الآثار أكثر من 20 عاما، وعمل فيها مع نخبة من الاثاريين والأدباء الكبار أمثال الأستاذ ساطع الحصري والدكتور مصطفى جواد والأخوين الأستاذين كوركيس عواد وميخائيل عواد والدكتور ناجي الأصيل والأستاذ فؤاد سفر والأستاذ طه باقر والأستاذ فرج بصمجي والأستاذ ناصر النقشبندي والأستاذ صادق كمونة والأستاذ يعقوب سركيس والشيخ جلال الحنفي والأستاذ أحمد حامد الصراف والأستاذ عباس العزاوي، وقد تيسرت له الفرصة عام 1948-1949 لإكمال دراسته في كلية الإدارة والاقتصاد وتخرج فيها عام 1952م.
وقد انتقل بعد تخرجه للعمل في الإذاعة كمشرف عام على البرامج الادبية والثقافية. وفي عام 1964 تأسست مديرية الثقافة وكان يديرها الأستاذ خالد الشواف فأنتقل للعمل فيها ومن خلال هذه الدائرة أسهم مع عدد من زملائه أمثال الأستاذ خالص عزمي في تنظيم سلسلة من المهرجانات الأدبية ومنها مهرجان المربد الأول. وعندما تأسس المركز الوطني للوثائق وكان تابعا لجامعة بغداد أصبح أمينا عاما له وتعود فكرة تأسيس هذا المركز الذي يسمى اليوم “دار الكتب والوثائق ” إلى الأستاذ الدكتور عبد العزيز الدوري والأستاذ الدكتور صالح أحمد العلي والأستاذ الدكتور ياسين عبد الكريم والأستاذ الدكتور عبد المنعم رشاد والأستاذ الدكتور عبد الأمير محمد أمين والأستاذ الدكتور إبراهيم شوكت وكان لهؤلاء دور كبير معه لإصدار قانون جديد يلزم الدوائر بعدم إتلاف الوثائق والسجلات وتسليمها إلى المركز الوطني للوثائق. وقد احترز هذا المركز على وثائق البلاط الملكي ووزارات الدولة وقد تطور العمل في حقل الوثائق في العراق بجهوده الحثيثة وتأسس فرع في العراق للمجلس الدولي للوثائق وباشر الفرع بأصدار مجلة بأسم “الوثائق ” وكانت تصدر بأربع لغات ويواصل الآلوسي حديثه ليقول بأنه يعتز ويفخر بكونه قد وضع أسس الدراسة الوثائقية العراقية المعاصرة ويقول: “واكتسبت خبرة كبيرة من خلال إضافة إلى الخبرة الدولية التي اكتسبتها من خلال حضوري ومشاركتي في مؤتمرات لندن وباريس للوثائق سنة 1980 وانتخابي عضوا في لجنة الوثائق غير المنشورة التي تعود إلى القرنين الرابع عشر والخامس عشر ومقرها لندن. وعندما ترك سالم الآلوسي عمله في المركز الوطني للوثائق كان عدد فروع المجلس الدولي للوثائق قد وصل إلى 21 فرعا في 21 دولة عربية”.
كان له دور كبير في إصدار المجلة التراثية العراقية المعروفة “المورد ” سنة 1972م. كما سبق له أن عمل سكرتيرا لتحرير المجلة الاثارية العراقية “سومر ” 1958-1963م. وكان كذلك سكرتيرا لمجلة “العراق ” الفولكلورية العراق 1966-1968م.

## أهم مؤلفاته
له مؤلفات عدة منها: “ناجي الأصيل..سيرة شخصية 1964، و”ذكرى مصطفى جواد 1970 ” “الراهب العلامة..ذكرى الأب انستاس الكرملي “1970 وموجز دليل آثار الكوفة 1965 ودليل آثار سامراء 1965 و ” أنقذوا آثار النوبة 1966 ” ، ومراجعة كتاب مختصر التاريخ لابن الكازروني الذي حققه الدكتور مصطفى جواد 1971 ” .كما أن له عشرات الدراسات والبحوث المنشورة في مجلات عراقية وعربية وأجنبية.
انصرف لسنوات طويلة للاهتمام بالوثائق والتوثيق، ونشر الوعي الوثائقي، وقاد حملة وطنية في هذا الاتجاه، وسانده مجموعة من الشباب المحب للوثائق في العراق والذين قدر لبعضهم أن يتبؤا مراكز مهمة في عالم الوثائق العراقي والعربي. ومما أنجزه في هذا المجال ونشره:” دستور المجلس الدولي للأرشيف” (للوثائق) (ترجمة عن الإنكليزية) – 1977
و” دستور المجلس الدولي للأرشيف (للوثائق) “(ترجمة عن الإنكليزية) – 1977
- و”الفرع الإقليمي العربي للوثائق” – الطبعة الأولى بغداد 1974 والطبعة الثانية بغداد – 1977
- “الدبلوماتيك – علم دراسة ونقد الوثائق “– بغداد – 1974و
و”الدبلوماتيك” – علم تحقيق الوثائق – ط2 بغداد -1977
- و”الأرشيف – تاريخه – أصنافه – إدارته” (بالمشاركة) – بغداد – 1979
- و”معهد الوثائقيين العرب” – (بالإنكليزية) بغداد – 1980
- و”منجزات الفرع الإقليمي العربي للوثائق” 1975 – 1980، (بالعربية والإنكليزية) بغداد 1982
- و”تقرير عن منجزات الفرع الإقليمي العربي للوثائق لعام 1977 (باللغتين العربية والإنكليزية) 1982
- ا”المجمع الوثائقي (بالرونيو) “– باللغتين العربية والإنكليزية – بغداد – 1979
كما وضع دراسات ومقدمات لكتب ومطبوعات عديدة منها:
“كتاب مختصر التاريخ ” – لظهير الدين بن الكازروني تحقيق الدكتور مصطفى جواد – بغداد 1971.
و”تاريخ العرب واليهود “– للدكتور أحمد سوسة – الطبعة الأولى بغداد 1971.
وشرارات”، بقلم الدكتور موسى الشابندر وزير خارجية العراق 1941 مع ترجمة لشخصية المؤلف – بغداد 1967.
و”تاريخ بعقوبة “للأستاذ احمد الرجيبي الحسيني – الجزء الأول – بغداد 1972
وكتاب ” الميكروفيلم “للدكتور السيد سعيد شلبي – بغداد 1982
و”التوثيق – تاريخه وأدواته “– للأستاذ عبد المجيد عابدين بغداد 1982
و”النظام الاساسي للفرع الإقليمي العربي للمجلس الدولي للوثائق ” ، بغداد – 1981 و”نظام معهد الوثائقيين العرب “، بغداد 1981 و”النظام الداخلي للأمانة العامة للفرع الإقليمي العربي للوثائق “، بغداد،1981.

## أهم المؤتمرات والأعمال
كما شارك في ندوات ومؤتمرات كثيرة داخل العراق وخارجه من أبرزها مؤتمرات الوزراء العرب المسؤولين عن الثقافة ومؤتمرات الآثار وندوات عن مستقبل الثقافة العربية والحلقات النقاشية حول صيانة الوثائق والمخطوطات.
حاضر في مادتي ” الفنون الإسلامية “و ”تاريخ الخط العربي”، في معهد الفنون الجميلة 1960-1967.
كما كان له دور كبير في إنشاء معهد الوثائقيين العرب في بغداد وقد ولع بالإذاعة والتلفاز حتى انه أسهم في إعداد وتقديم برامج مهمة منها برنامج “الندوة الثقافية ” وهو برنامج أسبوعي كان يقدم من تلفاز العراق للمدة من 1960 و1972 ويستضيف فيه أدباء وشعراء ولغويين وأساتذة جامعيين مهتمين بالشأن الثقافي والتاريخي والوثائقي.
وهذا فضلا عن أحاديث إذاعية كان يلقيها من إذاعة بغداد وإذاعة صوت الجماهير في بغداد. وقد دارت معظم تلك الأحاديث حول قضايا ثقافية مهمة.

## سالم الآلوسي والجيلاني
ذكر سالم الآلوسي، ان الرئيس أحمد حسن البكر في بداية حكمه، طالب إيران باسترجاع رفات الخليفة هارون الرشيد، لأنهُ رمز لبغداد في عصرها الذهبي، وذلك بدعوة وحث من عبد الجبار الجومرد وزير الخارجية العراقي السابق في عهد عبد الكريم قاسم، ولكن إيران امتنعت، وبالمقابل طلبت استرجاع رفات الشيخ عبد القادر الجيلاني، لأنه من مواليد كيلان في إيران، وعندها طلب الرئيس من العلامة مصطفى جواد، بيان الأمر، فاجاب مصطفى جواد: إن المصادر التي تذكر ان الشيخ عبد القادر مواليد كيلان في إيران، مصادر تعتمد رواية واحدة وتناقلتها بدون دراسة وتحقيق، أما الأصوب فهو من مواليد قرية تسمى (الجيل) قرب المدائن، ولا صحة بأنه من إيران أو أن جده اسمه جيلان، وهو ما أكده العلامة حسين علي محفوظ في مهرجان جلولاء الذي أقامه اتحاد المؤرخين العرب وكان سالم الآلوسي حاضرا أيضا سنة 1996، وفعلا أبلغت مملكة إيران بذلك ولكن بتدخل من دولة عربية أغلق الموضوع.، بل في عامي 1958م و1960م ذُكرتْ نُسبته إلى الجيلي فقط حيناً، ولم يُكتب (الكيلاني) إلا بين قوسين.

## من صفاته
يصفه تلميذه الدكتور جمال الكيلاني بقوله «يتمتع الأستاذ سالم الالوسي بصفات عظيمة فهو محب للخير لايغضب بسرعة ومجامل وصبور ودؤوب، يحترم العلم، ويجل العلماء، ويحرص على مجالستهم ومحاورتهم للوصول إلى الحقيقة. كما انه محدث جيد يجذب السامعين إليه ويأسر لبابهم بسرعة عجيبة لذلك فأنه يحظى بأحترام الجميع وتقديرهم وإعجابهم به وبجهوده».

## وفاته
توفي مساء الثلاثاء 23 صفر 1436 هـ/16 كانون الأول 2014 عن عمر ناهز 89 عاما.

## المصدر
- (موسوعة المؤرخين العراقيين المعاصرين)، للاستاذ الدكتور إبراهيم خليل العلاف تنشرها مجلة علوم إنسانية.
- (سالم الآلوسي مؤرخا)، للاستاذ الدكتور جمال الدين فالح الكيلاني مجلة فكر حر البغدادية.
- (أعلام العراق المعاصر) للاستاذ محمود كريم عبد العزيز العبيدي مجلة الأقلام.